# Auberchicourt
Auberchicourt (Aussprache [obɛʁʃiˈkuʁ]) ist eine französische Gemeinde mit 4626 Einwohnern (Stand: 1. Januar 2022) im Département Nord in der Region Hauts-de-France. Sie gehört zum Arrondissement Douai und ist Mitglied im Gemeindeverband Communauté d’agglomération Cœur d’Ostrevent. Die Einwohner werden Auberchicourtois und Auberchicourtoises genannt.

## Geographie
Auberchicourt liegt etwa zwölf Kilometer ostsüdöstlich von Douai. Umgeben wird Auberchicourt von den Nachbargemeinden Écaillon im Nordwesten und Norden, Bruille-lez-Marchiennes im Norden und Nordosten, Aniche im Osten, Émerchicourt im Südosten, Monchecourt im Süden und Südwesten sowie Masny im Westen.
Durch die lange Steinkohle-Förderung und die damit verbundene Anlage von Bergarbeitersiedlungen ist Auberchicourt mit der Nachbarstadt Aniche zu einer Einheit zusammengewachsen.

## Geschichte
In den Urkunden der Abtei Saint-Sauveur von Anchin wurde 1079 Obercicurtis Villa erwähnt.

### Bevölkerungsentwicklung
| Jahr      | 1962 | 1968 | 1975 | 1982 | 1990 | 1999 | 2006 | 2020 |
| Einwohner | 5085 | 5369 | 5292 | 4826 | 4733 | 4556 | 4569 | 4634 |

## Sehenswürdigkeiten
- Kirche Notre-Dame-de-la-Visitation aus dem 17. Jahrhundert
- ZechDateie Nr. 125A, Sainte Marie Ouest, ist seit 2012 Teil des UNESCO-Weltkulturerbes Nordfranzösisches Kohlebergbaurevier
- Britischer Militärfriedhof aus dem Oktober 1918

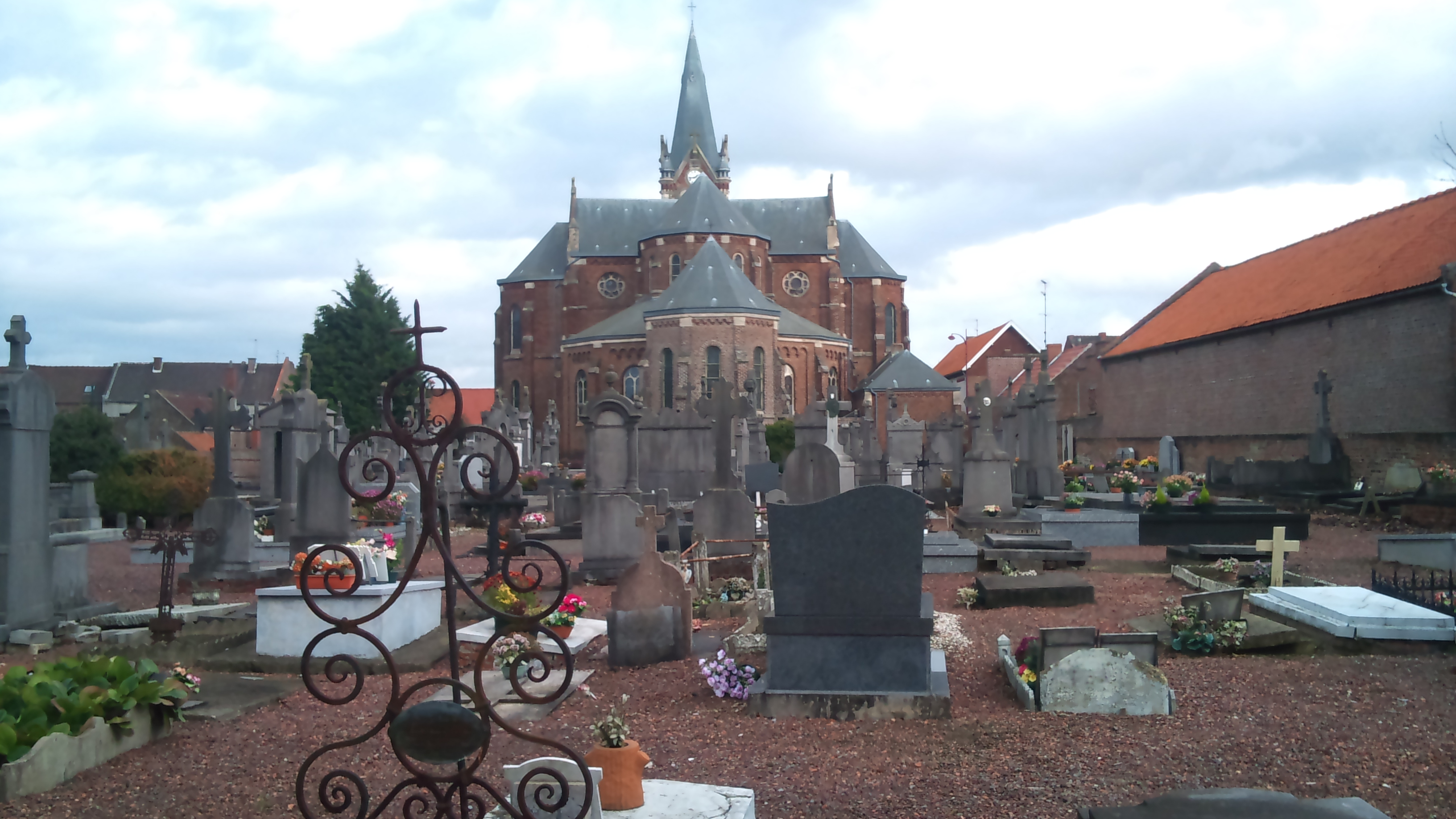
Kirche Notre-Dame-de-la-Visitation und Friedhof in Auberchicourt
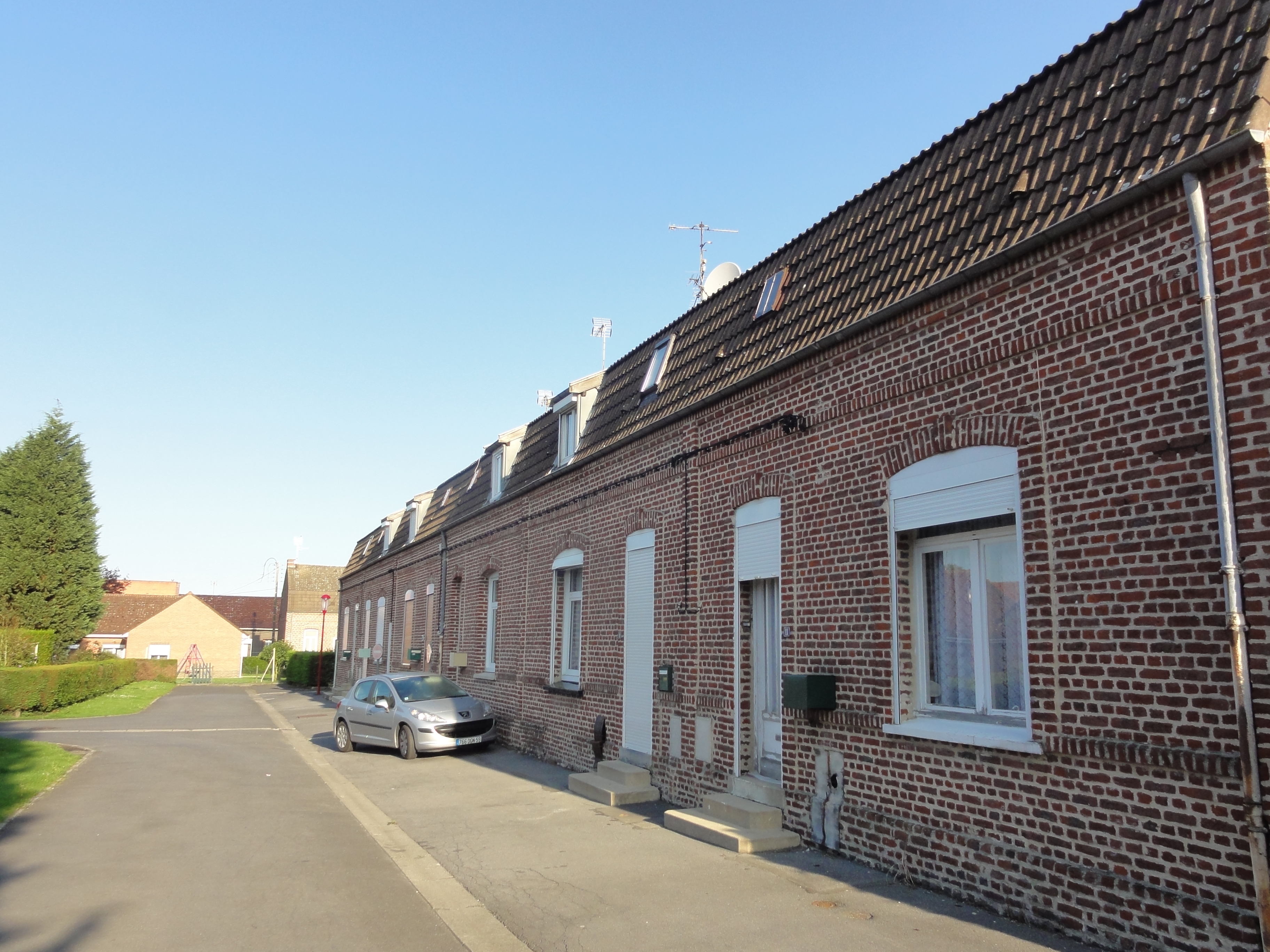
Bergarbeiterhäuser
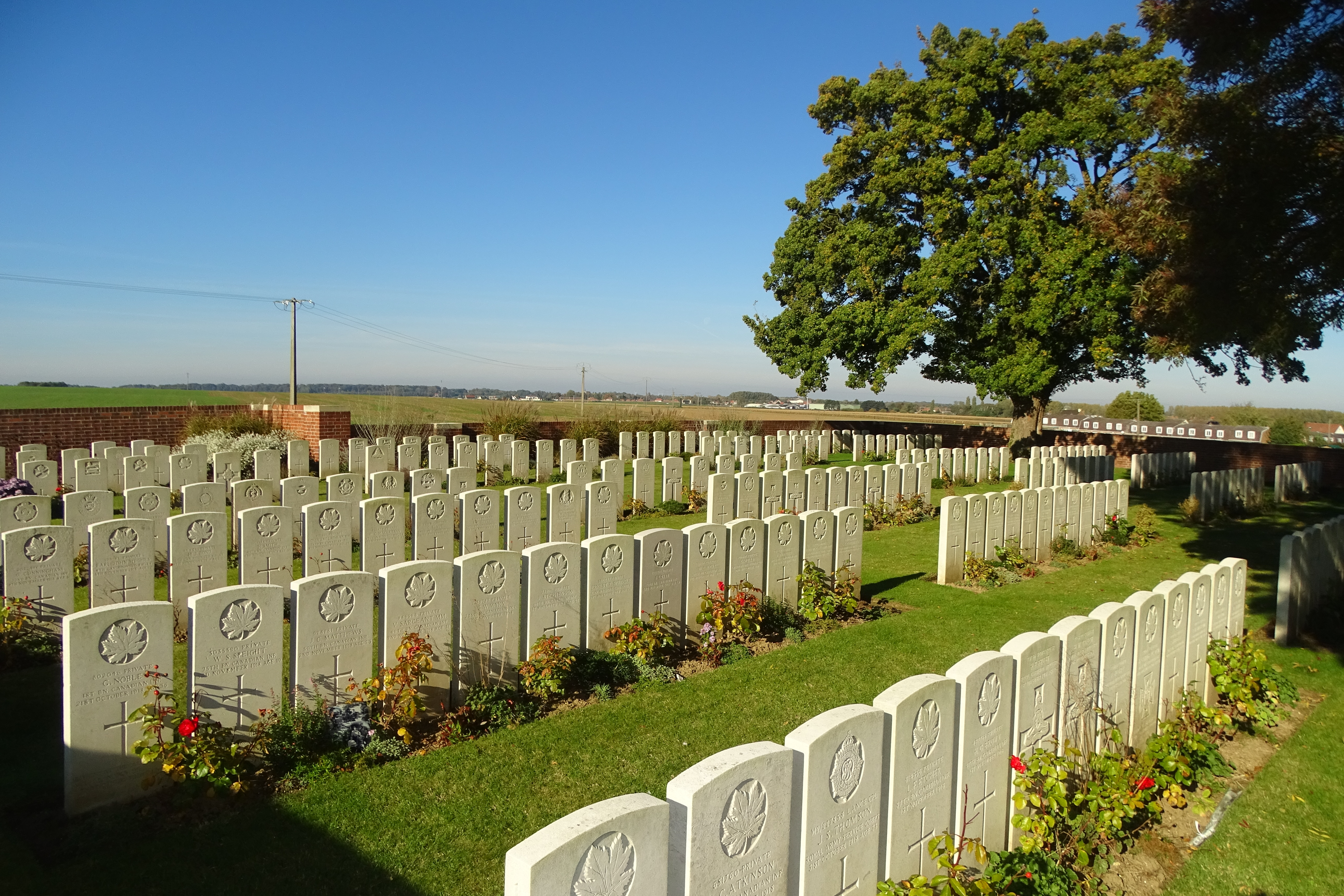
Britischer Soldatenfriedhof
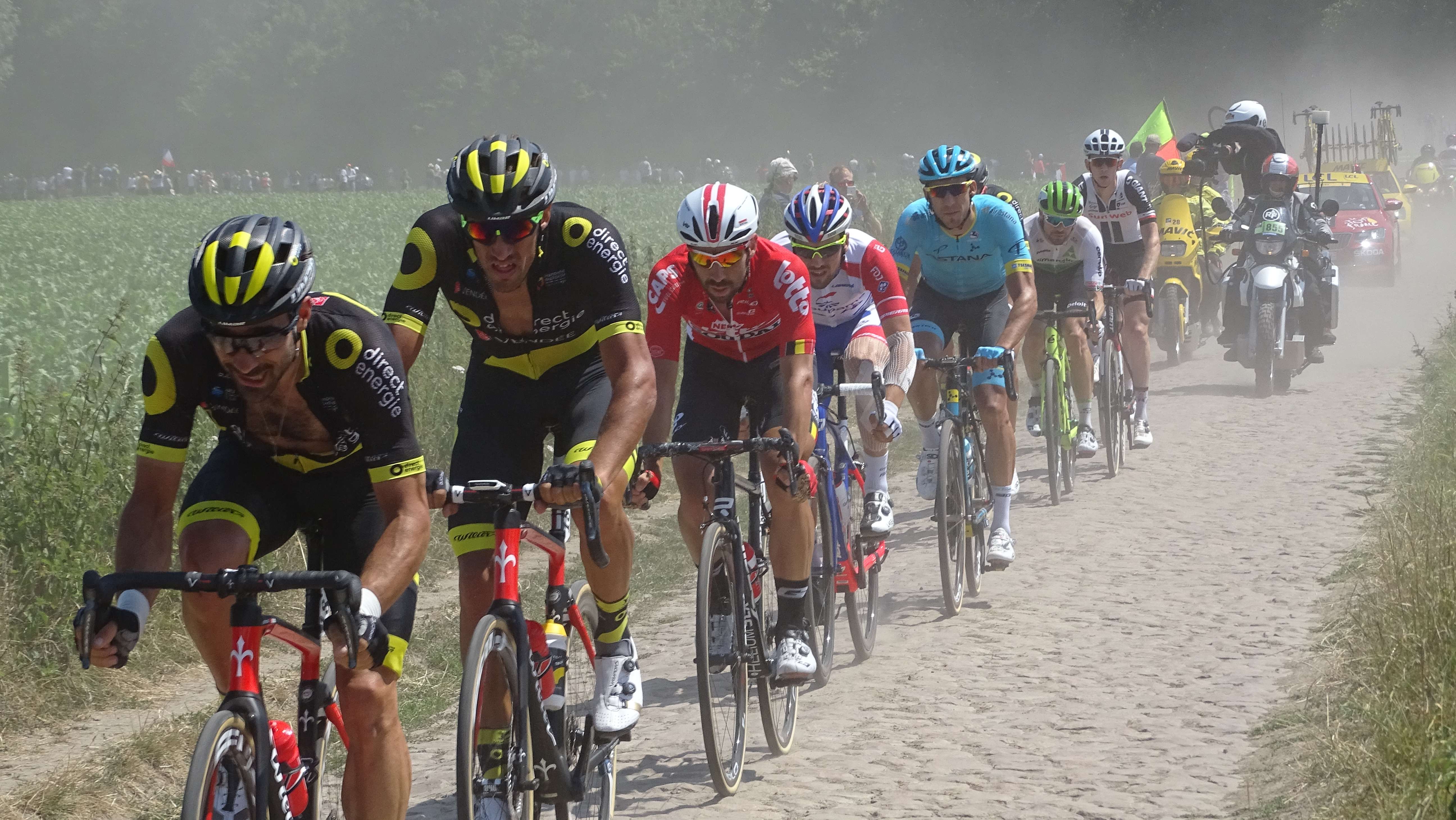
Tour de France 2018 auf einem der berühmten Kopfsteinpflaster-Abschnitte bei Auberchicourt